# Кам'яниця Лявтербахів (Дрогобич)
Кам'яни́ця Лявтербахів (пол. kamienica Lauterbacha) — мурований двоповерховий дім у середмісті Дрогобича, який знаходився на розі пл. Ринок та вул. Ковальської.

## Історія
Належав впливовій єврейські родині Лявтербахів (Лаутербахів/Ляутербахів). У 1915 році при відступі російських військ дім був підпалений, а після війни, через аварійний став, був розібраний, але до нашого часу збереглися частково підвальні приміщення. Залишки будівлі активно використовували для реклами та афіш. У часи німецької окупації на місці будинку була шибениця, тут також вівся розстріл людей. У радянський час на місці кам’яниці Ляутербаха встановили великий кіоск (тепер його немає).
У книзі дрогобицького краєзнавця Романа Пастуха знаходимо такі деталі про будинок: 
«До першої світової війни тут була будівля: купець П. Віслоцький тримав у двоповерховому домі «дрогерію» — щось середнє між аптекою, парфюмерним склепом і, по-сучасному, магазином хімічних реактивів. У серпні 1989-го зв'язківці прокладали в цьому місці під тротуаром телефонний кабель, і ківш екскаватора на півтораметровій глибині пробив цегляне арочне склепіння підземного тунелю. Спустившись драбиною на його дно, вони... опинились у першому десятиріччі XX ст. Загадковий тунель виявився підземним складом «дрогерії», до того ж чималим. Залягаючи приблизно на чотириметровій глибині, склад має 2—2,5 метра висоти і тягнеться вниз, до Малого Ринку, метрів на п'ятнадцять.
Знайдено напівзотлілі дошки від поличок, поржавілі цвяхи, забиті між цеглинами, осколки пляшечок від реактивів. […]
З «дрогерією» пов'язана трагічна оказія, що трапилася восени 1914-го. Російські солдати знайшли тут «французьку горілку» – натирання від ревматизму. Вживши цього напою, вони мало не отруїлись. Біда звалила нещасних прямо на тротуарі... В 1915 р. дім згорів, і Віслоцький переніс «дрогерію» на нинішню вулицю І. Мазепи»
Львівська дослідниця Владислава Москалець про дрогобицьких Лявтербахів (Лаутербахів) пише наступне: 
«Родина Ляутербахів є прикладом старої еліти Дрогобича, ще з доіндустріального періоду, комерційної родини, в якій цінувалися вченість та інтелектуальна діяльність. Родоначальником дрогобицької гілки роду був Якоб Бецалель Ляутербах (1800-1870), торгівець сіллю. Наприкінці свого життя він відправився до Цфату в Палестині, щоб присвятити своє життя кабаллі. Ашер Зеліг Ляутербах та його брат Абрахам Ляутербах були серед перших, хто почав займатися індустріальною діяльністю. Ашер Зеліг Ляутербах з 1870-х років був партнером у рафінерії «Гартенберг, Ляутербах, Гольдгаммер». Водночас Ашер Зеліг Ляутербах був представником нового покоління маскілів та противником ортодоксального юдаїзму. Йому вдавалося поєднувати економічну діяльність, що дозволила йому здобути маєток і купити кам’яницю на Площі Ринок, з вивченням Тори і написанням філософських трактатів». 

## Цікаві факти
Будинок можна побачити на одній з картин Бруно Шульца. 